# Mike White

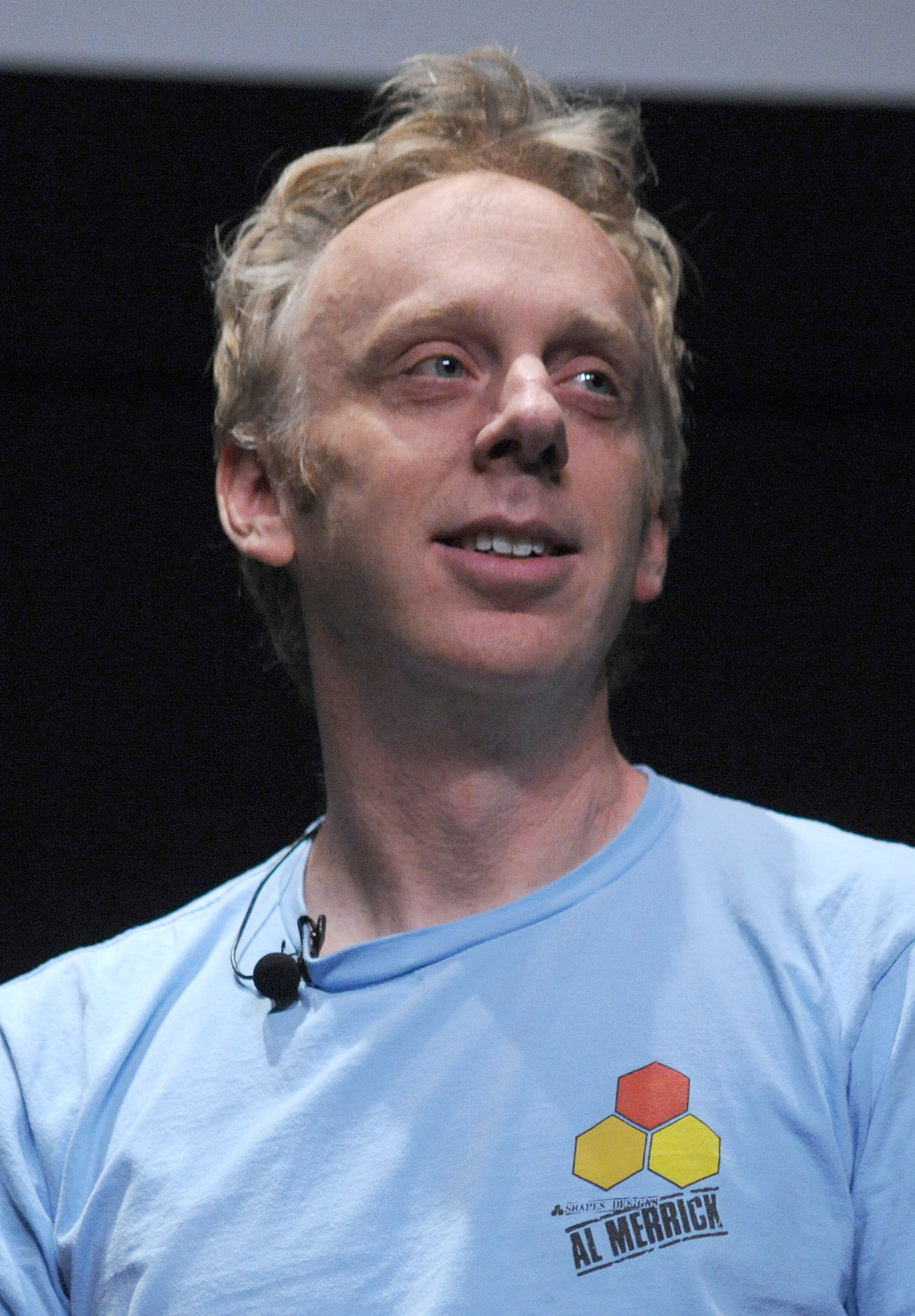
White (2011)

Michael White  (* 28. Juni 1970 in Pasadena, Kalifornien) ist ein US-amerikanischer Schauspieler, Drehbuchautor, Regisseur sowie Produzent.

## Biografie
White ist der Sohn von Mel White, einem Schriftsteller und LGBT-Aktivisten, der später als Pfarrer in einer liberalen christlichen Kirchengemeinde arbeitete. White wuchs in Pasadena auf und war seit frühester Kindheit von Filmen begeistert. Er besuchte die Polytechnic School und die Wesleyan University. Nach seinem Collegeabschluss wollte er in New York City Theaterstücke schreiben.
White wurde Produzent und Autor bei Dawson’s Creek und später bei Voll daneben, voll im Leben. Heute ist er regelmäßig Jurymitglied beim Baltimore MicroCinefest und arbeitet in der Elvis Impersonator's Hall of Fame.
Bekannte Drehbücher von White sind die für The Good Girl, Nix wie raus aus Orange County (beide 2002), School of Rock (2003), Nacho Libre (2006) sowie Year of the Dog (2007), bei dem er auch die Regie übernahm. Mike White arbeitete besonders oft mit dem Schauspieler Jack Black zusammen.
Im Jahr 2022 erhielt er als Drehbuchautor, Regisseur und Fernsehproduzent des Mehrteilers The White Lotus insgesamt drei Emmys.
White war selbst auch als Schauspieler aktiv. In einer Hauptrolle war er in Chuck & Buck zu sehen. Er spielte zudem eine Nebenrolle im Film School of Rock, für den er auch das Drehbuch schrieb. An der Seite von Hulk Hogan war er 1997 im Fernsehfilm Shadow Warriors – Rache um jeden Preis zu sehen. Seit Ende der 1990er Jahre ist er auch als Produzent für Film und Fernsehen tätig.
Mike White ist Veganer und unterstützt die Tierrechtsorganisation PETA.

## Filmografie (Auswahl)

### Als Schauspieler
- 1998: Shadow Warriors – Rache um jeden Preis (Shadow Warriors: Assault On Devil’s Island)
- 2002: Nix wie raus aus Orange County (Orange County)
- 2002: The Good Girl
- 2003: School of Rock (The School of Rock)
- 2008: Muttersöhnchen (Smother)
- 2009: Zombieland
- 2011–2013: Enlightened – Erleuchtung mit Hindernissen (Enlightened, Fernsehserie, 15 Episoden)
- 2014: Ride – Wenn Spaß in Wellen kommt (Ride)
- 2015: The D Train
- 2017: Im Zweifel glücklich (Brad’s Status)

### Als Drehbuchautor
- 1998: Dead Man On Campus
- 1998–1999: Dawson’s Creek (Fernsehserie, 9 Episoden)
- 2000: Chuck & Buck
- 2000: Voll daneben, voll im Leben (Freaks and Geeks, Fernsehserie, 3 Episoden)
- 2001–2002: Das Geheimnis von Pasadena (Pasadena, Fernsehserie, Schöpfer, Drehbuch von 6 Episoden)
- 2002: Nix wie raus aus Orange County (Orange County)
- 2002: The Good Girl
- 2003: School of Rock (The School of Rock)
- 2004–2006: Cracking Up (Fernsehserie, Schöpfer, Drehbuch von Episode 1x01)
- 2006: Nacho Libre
- 2007: Year of the Dog
- 2011–2013: Enlightened – Erleuchtung mit Hindernissen (Enligthened, Fernsehserie, Schöpfer, Drehbuch von 18 Episoden)
- 2016: School of Rock (Fernsehserie, Episode 1x01)
- 2017: Beatriz at Dinner
- 2017: Emoji – Der Film (The Emoji Movie)
- 2017: Im Zweifel glücklich (Brad’s Status)
- 2017: Pitch Perfect 3
- 2020: Der einzig wahre Ivan (The One and Only Ivan)
- seit 2021: The White Lotus (Fernsehserie, Schöpfer)
- 2023: Raus aus dem Teich (Migration)
- 2024: Ich – Einfach unverbesserlich 4 (Despicable Me 4)

### Als Filmproduzent
- 2006: Nacho Libre
- 2007: Year of the Dog
- 2010: Gentlemen Broncos
- 2013: Magic Magic
- 2015: The D Train

### Als Regisseur
- 2007: Year of the Dog
- 2011–2013: Enlightened – Erleuchtung mit Hindernissen (Enligthened, Fernsehserie, 6 Episoden)
- 2017: Im Zweifel glücklich (Brad’s Status)
- seit 2021: The White Lotus (Fernsehserie)